# Asplenium peruvianum
Asplenium peruvianum är en svartbräkenväxtart som beskrevs av Nicaise Augustin Desvaux. Asplenium peruvianum ingår i släktet Asplenium och familjen Aspleniaceae. Utöver nominatformen finns också underarten A. p. insulare.